# Cerențel
Cerențelul (Geum urbanum) este o plantă erbacee din familia Rosaceae.

## Descriere
Denumirea științifică este Geum urbanum. Planta face parte din familia Rosaceae, subfamilia Rosoideae, genul Geum.
Cerențelul este o plantă înaltă până la 30 – 40 centimetri, erectă, cu peri aspri pe tulpină. Frunzele bazale sunt în formă de rozetă sau cele tulpinale sunt pețiolate cu 3 – 5 lobi. Se utilizează rizomii nedecorticați ce prezintă numeroase striuri transversale tinere. Suprafața nu este vizibilă din cauză că sunt acoperiți de numeroase radicele subțiri de dimensiuni inegale sau de vasele persistente ale acestora. Prin uscare radicelele se înfășoară sau se răsucesc în jurul rizomului. Culoarea la exterior este brună închis, iar la interior roz – brună. Gustul este astringent, iar mirosul este slab aromat. Rizoamele în stare proaspătă au miros de cuișoare și mai exact compusul eugenol. De aici provin denumirile populare de ridichioară, cuișoriță.

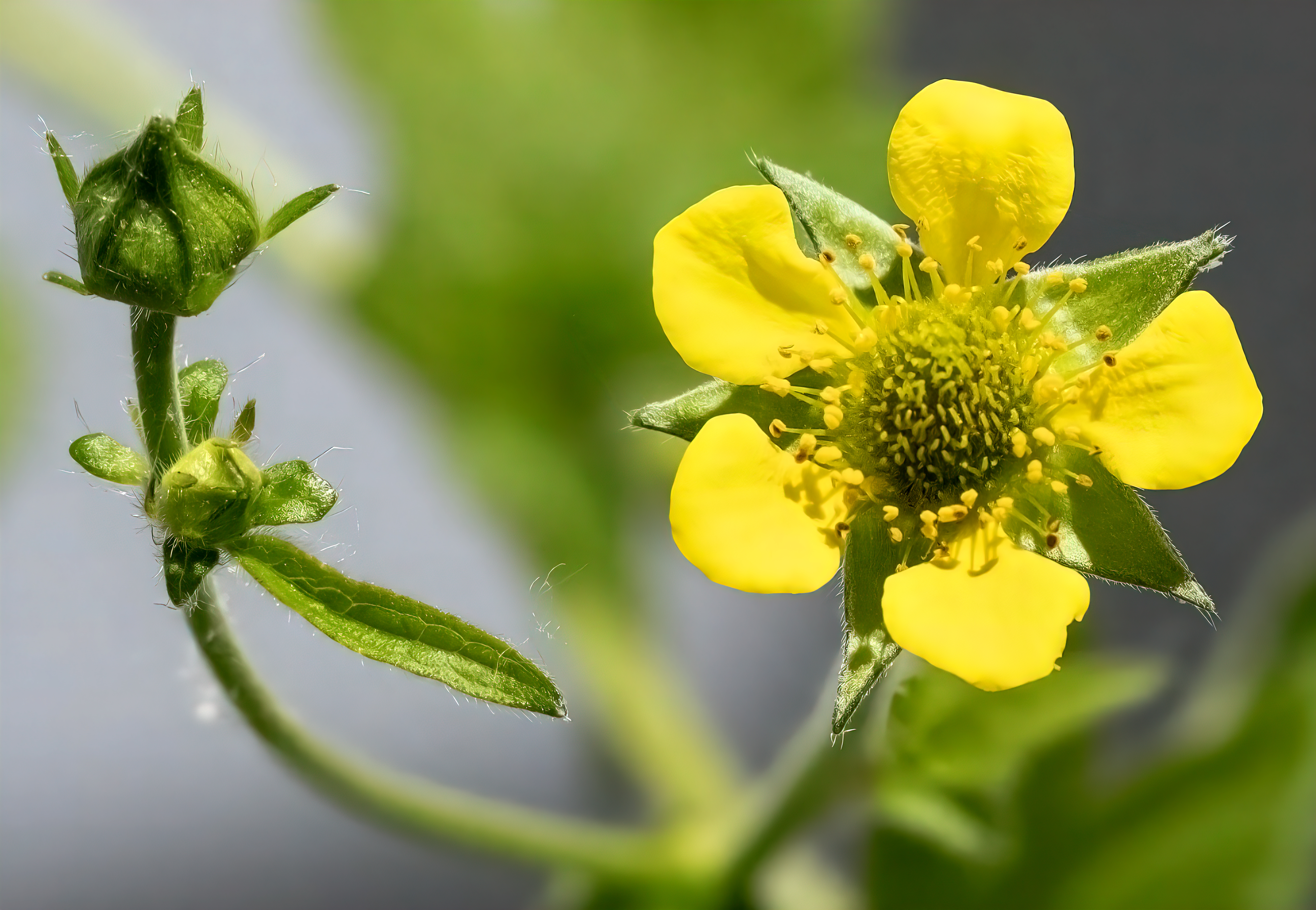
Muguri și flori.
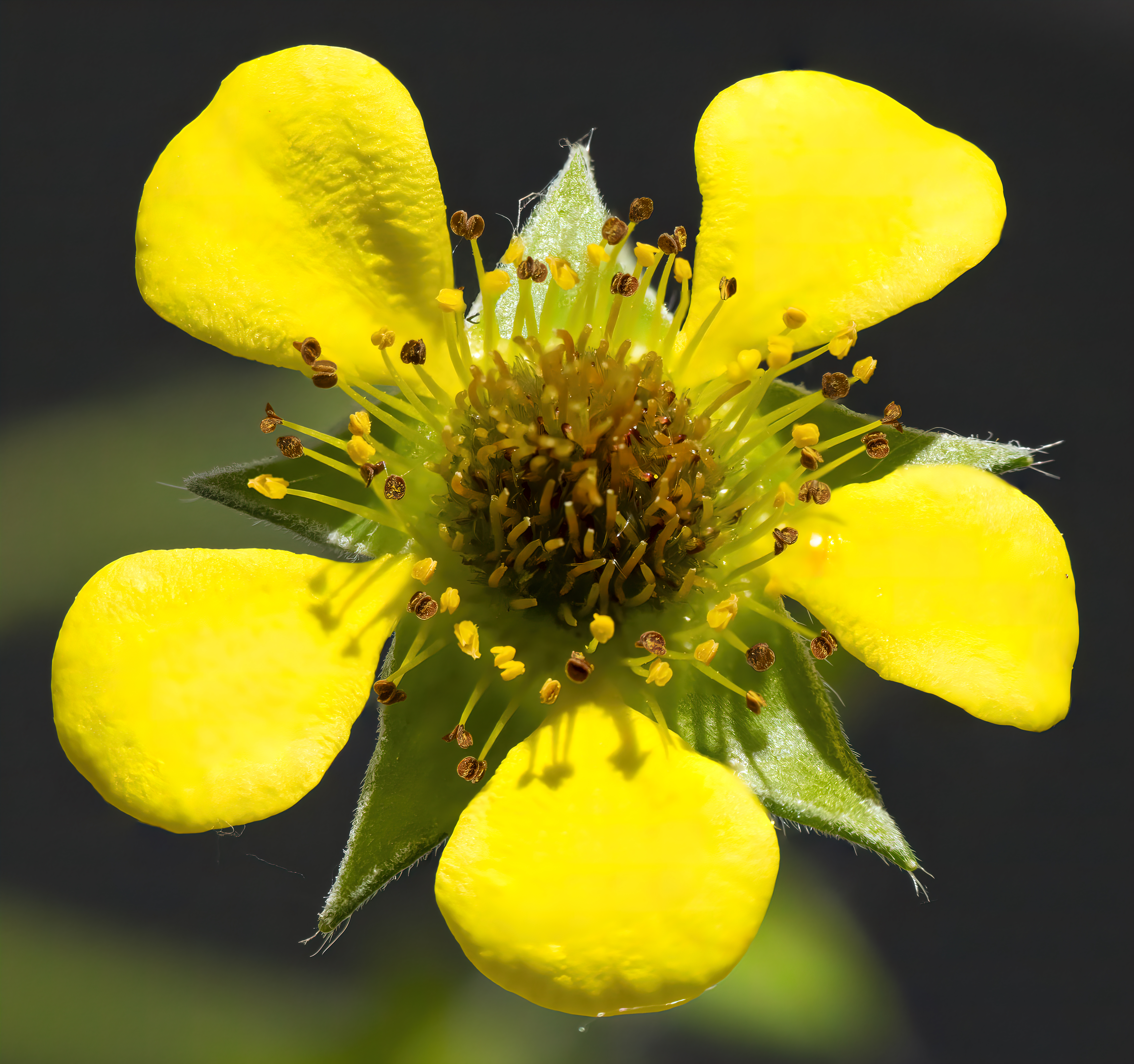
Floare.
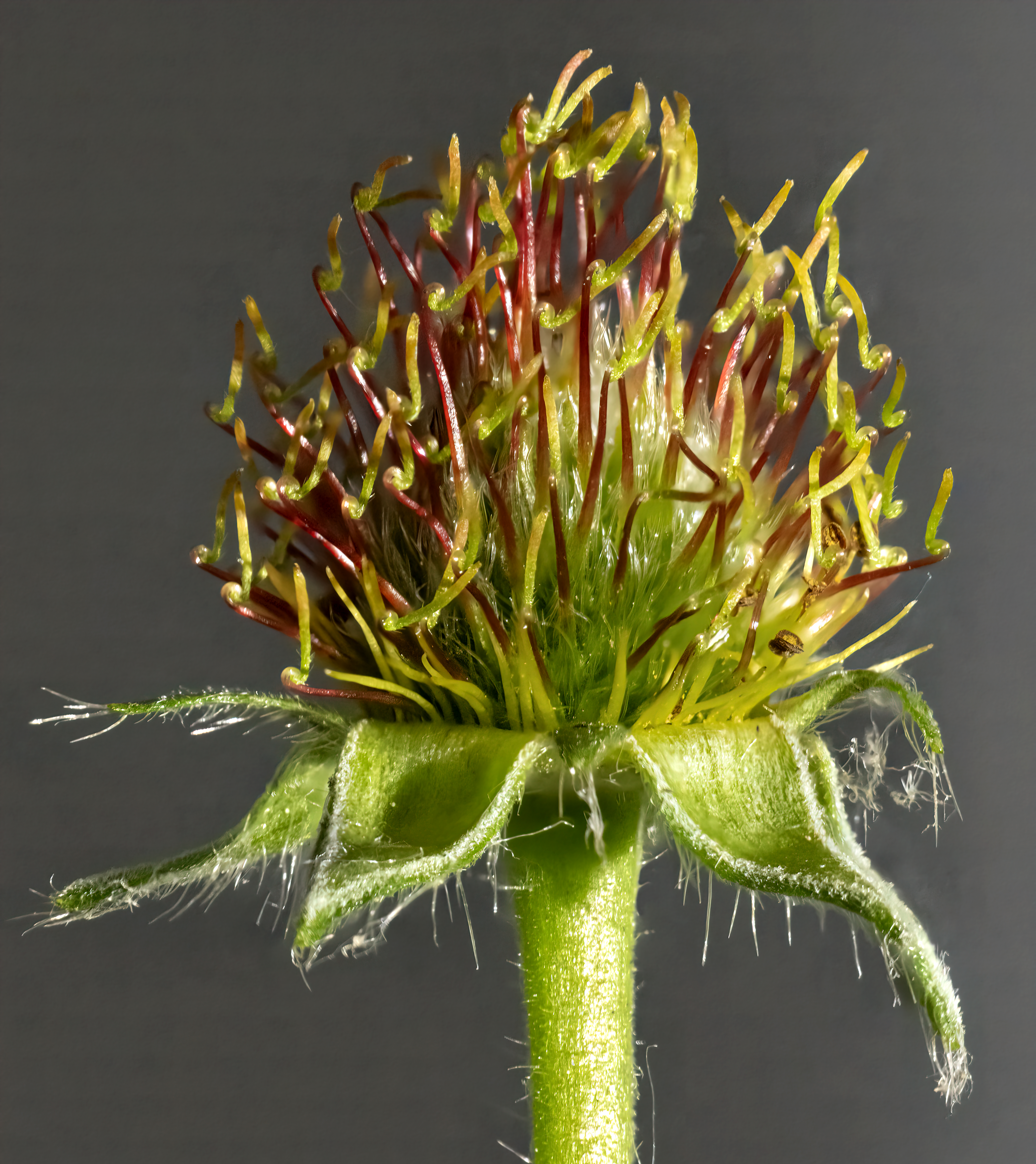
Fruct imatur.

## Acțiune și întrebuințări

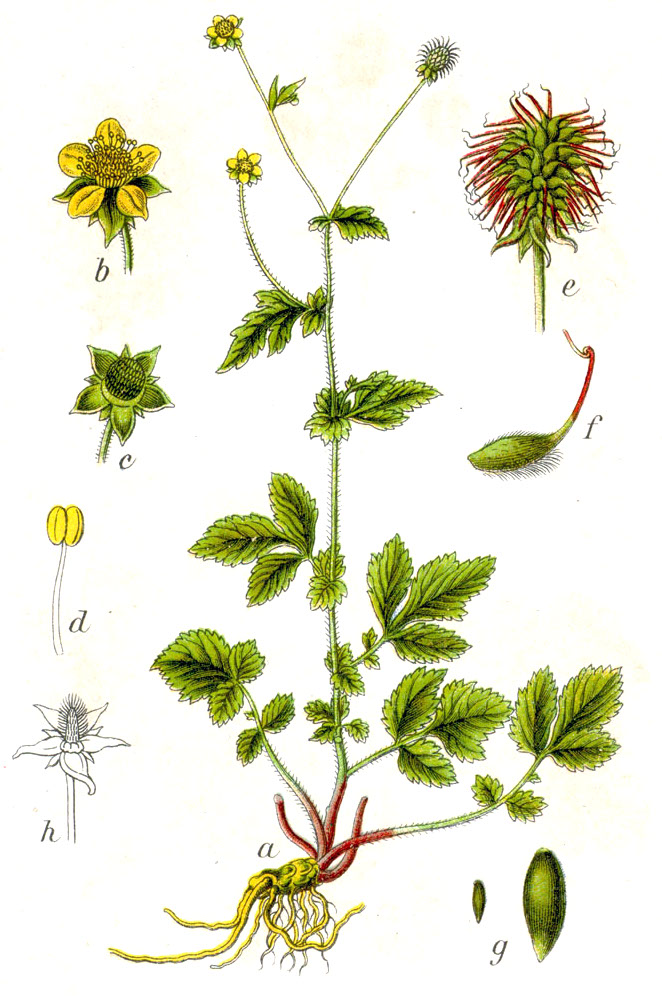

- acțiune astringentă: se utilizează în gargarisme și stomatite în combinație cu tinctura de propolis sub formă de badijonaje (gei rhizoma – astringentă, iar propolisul – antimicrobian);
- antiseptică datorită eugenolului;
- antidiareică (1 linguriță de cerențel cu 200 mililitri de apă se fierbe până când apa ajunge la jumătate). Această soluție se utilizează pentru copii mai mici de 1 an, pentru tratarea diareielor, administrată în 2 prize: dimineața și seara.

Intră în compoziția ceaiului antidiareic și ceaiului pentru gargară. Nu prezintă toxicitate, în formele farmaceutice cu mare cantitate de zahăr efectul antidiareic este redus. Se mai utilizează pentru spălături vaginale, pentru tratarea leucoreei datorită principiilor antiseptice, uleiului volatil și taninurilor.